# ارين بيرد
ارين بيرد (بالإنجليزية: Warren Byrd)‏ هو عازف بيانو أمريكي، ولد في 24 يناير 1965 في هارتفورد في الولايات المتحدة.

## وصلات خارجية
- ارين بيرد على موقع ديسكوغز (الإنجليزية)